# Броненосни крайцери тип „Йорк“
Роон ((на немски: Roon), познати още като тип „Йорк“ (на немски: Yorck)) са серия броненосни крайцери на Германския императорски военноморски флот от времето на Първата световна война. Усъвършенствана версия на крайцерите тип „Принц Адалберт“. Всичко от проекта са построени 2 единици: „Йорк“ (на немски: SMS Yorck) и „Роон“ (на немски: SMS Roon). Проектът получава развитие в броненосните крайцери от типа „Шарнхорст“.

## Проектиране и строеж
Заложени са в съответствие с Първия Морски закон от 1898 година. Проектът за този тип крайцери е разработен от Конструкторското бюро на Имперското морско ведомство през 1901 г. При тяхното разработване конструкторите се стремят непременно да достигнат ход до 21 възела, за това новият тип с малко се отличава от предшестващия, с изключение на увеличения от 14 до 16 броя котли на „Дюр“ и четирикоминния силует.

## Конструкция
Водоизместимост: нормална 9533 t, пълна 10266 t
Дължина между перпендикулярите: 123 m, по конструктивната водолиния: 127,3 m, максимална: 127,8 m. Ширина: по конструктивната водолиния: (48 шпангоут) 20,23 m. Газене по конструктивната водолиния: 7,33 m. Височина на борда при мидъла: 12,14 m.
На крайцерите има един полубалансирен рул.

### Въоръжение
Въоръжението на кораба се състои от две оръдейни кули с две 210 mm скорострелни оръдия С/01, с дължина на ствола 40 калибра, които са поставени на носа и в кърмата по диаметралната плоскост на кораба. Максималният ъгъл на вертикално насочване е от – 5° до + 30°. Максималната далекобойност е 16 300 m, с боезапас от 380 снаряда.
Корабната артилерия на средния калибър се състои от 10 скорострелни оръдия калибър 150 mm/40. Боезапас – 1200 снаряда, по-късно увеличен до 1600. Снарядите имат маса 40 кг и начална скорост 800 м/с. Максималната далечина на стрелбата е 13 700 м.
Към спомагателната артилерия има 14 88 mm скорострелни оръдия на централната надстройка на вертикална цапфа (централен щоков отвор) тип С/01 с дължина на ствола 35 калибра. Максималният ъгъл на вертикалното насочване на 88 mm оръдия е от – 5° до + 25°, максимална далекобойност на изстрела е 49,1 кабелтови (9090 м), боезапасът е 4000 изстрела, впоследствие е намален до 2100.
Торпедното въоръжение са четири подводни торпедни апарата с калибър 450 mm: един на носа, два бордови и един на кърмата с общ боекомплект от 11 торпеда.
Като въоръжение на десантните партии има 6 см десантно оръдие, 297 винтовки mod. 98 и 79 револвера mod. 79, заменени впоследствие с пистолети М.1904.

### Брониране
Главния брониран пояс, с ширина два метра, върви по водолинията от минус втория шпангоут до форщевена. Над водата поясът достига на 0,7 m височина. Дебелината на бронята в пределите на цитаделата (шпангоути 21 – 72) е 100 mm, а в края – 80 mm. Бронята е закрепена върху подложка от тик с дебелина 55 mm. Плочите за защита на бордовете по краищата на кораба са направени от никелова броня.
Над пояса се издига шестоъгълна цитадела с дебелина на бронирането 100 mm. Над нея по дължината на борда от 32 до 60,5 шпагоут има правоъгълен каземат със 100 mm броня. Системата на бронирането повтаря използваната при типа „Принц Хайнрих“.
Кулите на главния калибър: стени 100 – 150 mm, покрив 30 mm.
Кулите на средния калибър: стени 80 – 100 mm.
Носова бойна рубка: стени 150 mm, покрив 30 mm, кърмовата: 80 и 20 mm съответно.
Дебелината на хоризонталната броня на бронираната палуба е 40 – 60 mm, при скоса 40 – 50 mm, съединява се с долния край на пояса, дебелината на палубата и скосовете по краищата, в сравнение с предходния тип, е намалена, за да се олекотят краищата.

### Силова установка
Три 3-цилиндрови парни машини с тройно разширение въртят три винта с различен диаметър: среден трилопастен – 4,5 м, два бордови четирилопастни 4,8-метрови. Пълнния запас въглища е 1570 тона, нормалния – 750. Проектната мощност на силовата установка е 19 000 к.с.
Парата се изработва в 16 парни дебелотръбни котела „Дюр“ с налягане 15,5 атм., разположени в четири котелни отделения. Общата повърхност на нагряване е 4900 м². Всяко котелно отделение има свой комин.
Електроенергията на корабите се осигурява от четири динамомашини с обща мощност от 260 кВт, и напрежение 110 волта.
На изпитанията крайцерите надминават проектната си скорост. „Ронн“ показва 21,14 възела, а „Йорк“ 21,43. Отрицателни последствия от увеличаването на водоизместимостта, мощността и намаляването на запаса въглища е намаляването на далечината на плаване на икономична скорост със 700 – 800 мили по сравнение с предходния тип, което не позволява използването им като рейдери, но за плаване в Балтика или в Северно море е напълно приемливо.

## История на службата
„SMS Roon“, на името на Албрехт Теодор Емил фон Роон (1803 – 1879) – пруски генерал-фелдмаршал, морски министър (1861 – 1871), е заложен през 1902 г., спуснат на вода на 27 юни 1903 г., влиза в строй на 5 април 1906 година. След края на изпитанията „Роон“ влиза в състава на 3-та Разузнавателна група на флота. През 1911 г. крайцерът е изваден в резерв. С началото на войната отново е въведен в строй. На 4 декември 1916 г. „Роон“ отново е изваден в резерва.
„SMS Yorck“, на името на Йохан Давид Лудвиг Йорк фон Вартенбург (1759 – 1830) – пруски генерал-фелдмаршал, е заложен през 1903 г., спуснат на вода на 14 май 1904 г., влиза в строй на 21 ноември 1905 година. На 21 май 1913 г. „Йорк“ излиза в резерва. Отново е в строй от 12 август 1914 г., остава в Северно море, в 3-та Разузнавателна група, охранява бреговете на Северно море. На 4 ноември 1914 г., завръщайки се от поход, в гъста мъгла, в устието на Яде крайцерът се натъква на две мини от немско минно заграждение. Той бързо се преобръща и потъва във фарватера. От 712 души, намиращи се на борда, загиват 336.

## Оценка на проекта
|                                          | „Девъншир“                                                    | „Глуар“                                               | „Колорадо“                                        | „Кент“                                      | „Йорк“                                          | „Изумо“                                           | „Баян“                                       | „Леон Гамбета“                                  |
| ---------------------------------------- | ------------------------------------------------------------- | ----------------------------------------------------- | ------------------------------------------------- | ------------------------------------------- | ----------------------------------------------- | ------------------------------------------------- | -------------------------------------------- | ----------------------------------------------- |
| Година на залагане                       | 1903                                                          | 1899                                                  | 1901                                              | 1900                                        | 1903                                            | 1898                                              | 1900                                         | 1901                                            |
| Година на влизане в строй                | 1905                                                          | 1903                                                  | 1905                                              | 1903                                        | 1905                                            | 1900                                              | 1903                                         | 1905                                            |
| Водоизместимост нормална, т              | 11 024                                                        | 9856                                                  | 13 899                                            | 9957                                        | 9533                                            | 9906                                              | 7326                                         | 11 959                                          |
| Пълна, т                                 | 13 053                                                        | ?                                                     | 15 380                                            | 11 176                                      | 10 266                                          | 10 470                                            | 8238                                         | 13 108                                          |
| Мощност на ПМ, к.с.                      | 21 000                                                        | 21 800                                                | 23 000                                            | 22 000                                      | 19 000                                          | 14 500                                            | 16 500                                       | 27 500                                          |
| Максимална скорост, възела               | 22                                                            | 21,5                                                  | 22                                                | 23                                          | 21                                              | 20,75                                             | 20,9                                         | 22,5                                            |
| Далечина на плаване, мили (на ход, въз.) | 8500 (10) (проектна)                                          | 6500(10)                                              | 6000 (10)                                         | 6600 (10)                                   | 4200 (12)                                       | 4900 (10)                                         | 3900 (10)                                    | 6500(10)                                        |
| Брониране, мм                            |                                                               |                                                       |                                                   |                                             |                                                 |                                                   |                                              |                                                 |
| Тип на бронята                           | КС                                                            | СХ                                                    | КС, СХ                                            | НКС                                         | КС                                              | КС                                                | СХ                                           | КС                                              |
| Пояс                                     | 152                                                           | 150                                                   | 152                                               | 102                                         | 100                                             | 178                                               | 200                                          | 150                                             |
| Палуба (скосове)                         | 25(32)                                                        | 55(45)                                                | 37(102)                                           | 19 – 51                                     | 40(50)                                          | 63(63)                                            | 60                                           | 55 – 60(65)                                     |
| Кули                                     | 127                                                           | 170                                                   | 165                                               | 127                                         | 150                                             | 152                                               | 150                                          | 170                                             |
| Барбети                                  | 152                                                           | 140                                                   | 152                                               | 127                                         | 150                                             | 152                                               | 150                                          | 140                                             |
| Рубка                                    | 305                                                           | 150                                                   | 229                                               | 254                                         | 150                                             | 356                                               | 160                                          | 150                                             |
| Въоръжение                               | 4×1×190-мм/45 6×1×152-мм/45 2×1×76,2-мм/28 18×1×47-мм/43 2 ТА | 2×194-мм/40 8×1×164-мм/45 6×100 мм 18×1×47-мм/43 2 ТА | 2×2×203-мм/40 14×1×152-мм/50 18×1×76,2-мм/50 2 ТА | 14(2×2,10×1)×152-мм/45 10×1×76,2-мм/40 2 ТА | 2×2×210-мм/40 10×1×150-мм/40 14×1×88-мм/30 4 ТА | 2×2×203-мм/40 14×1×152-мм/40 12×1×76,2-мм/40 5 ТА | 2×203-мм/40 8×1×152-мм/45 20×1×75-мм/50 2 ТА | 2×2×194-мм/40 16×1×164-мм/45 22×1×47-мм/43 4 ТА |

### Коментари към таблицата
1. ↑  За британските и американските кораби в източниците водоизместимостта е дадена в дълги тонове, за това тя е преизчислена в метрични тонове